# Thomas Karlsson (botánico)
Thomas Karlsson (Lund, 1945 ) es un naturalista y taxónomo sueco.

## Algunas publicaciones
- thomas Gregor, thomas Karlsson. 2007. Potentilla sterneri (Rosaceae), a "new" species from Sweden. Ann. Botanici Fennici 44 (5 ): 379-388
- La abreviatura «Karlsson» se emplea para indicar a Thomas Karlsson como autoridad en la descripción y clasificación científica de los vegetales.[2]